# Acianthera aveniformis
Acianthera aveniformis é  uma pequena espécie de orquídea (Orchidaceae) originária do Brasil, antigamente subordinada ao gênero Pleurothallis.